# Fronta národního osvobození (Alžírsko)
Fronta národního osvobození (arabsky جبهة التحرير الوطني‎, Džabhát at-Tahrír al-Watán; francouzsky Front de libération nationale), obecně známá pod francouzským akronymem FLN, je alžírská nacionalistická politická strana. FLN byla hlavní národní silou Alžířanů během Alžírské války. Až do roku 1989 šlo o jedinou povolenou politickou stranu v Alžírsku.
FLN byla založna v roce 1954 po rozpadu Hnutí za triumf demokratických svobod. Ozbrojené křídlo FLN – Národní osvobozenecká armáda – bojovalo v Alžírské válce. Po dosažení Évianských dohod v roce 1962 se FLN chopila moci a zavedla v nezávislém Alžírsku vládu jedné strany. Po nepokojích z roku 1988 byly povoleny i další politické strany. Po občanské válce z let 1991 až 2002 byla FLN v roce 2002 znovuzvolena. Vládla samostatně až do roku 2007. Poté začala formovat vládní koalice s dalšími stranami.

## Historie

### Předchůdci a Alžírská válka

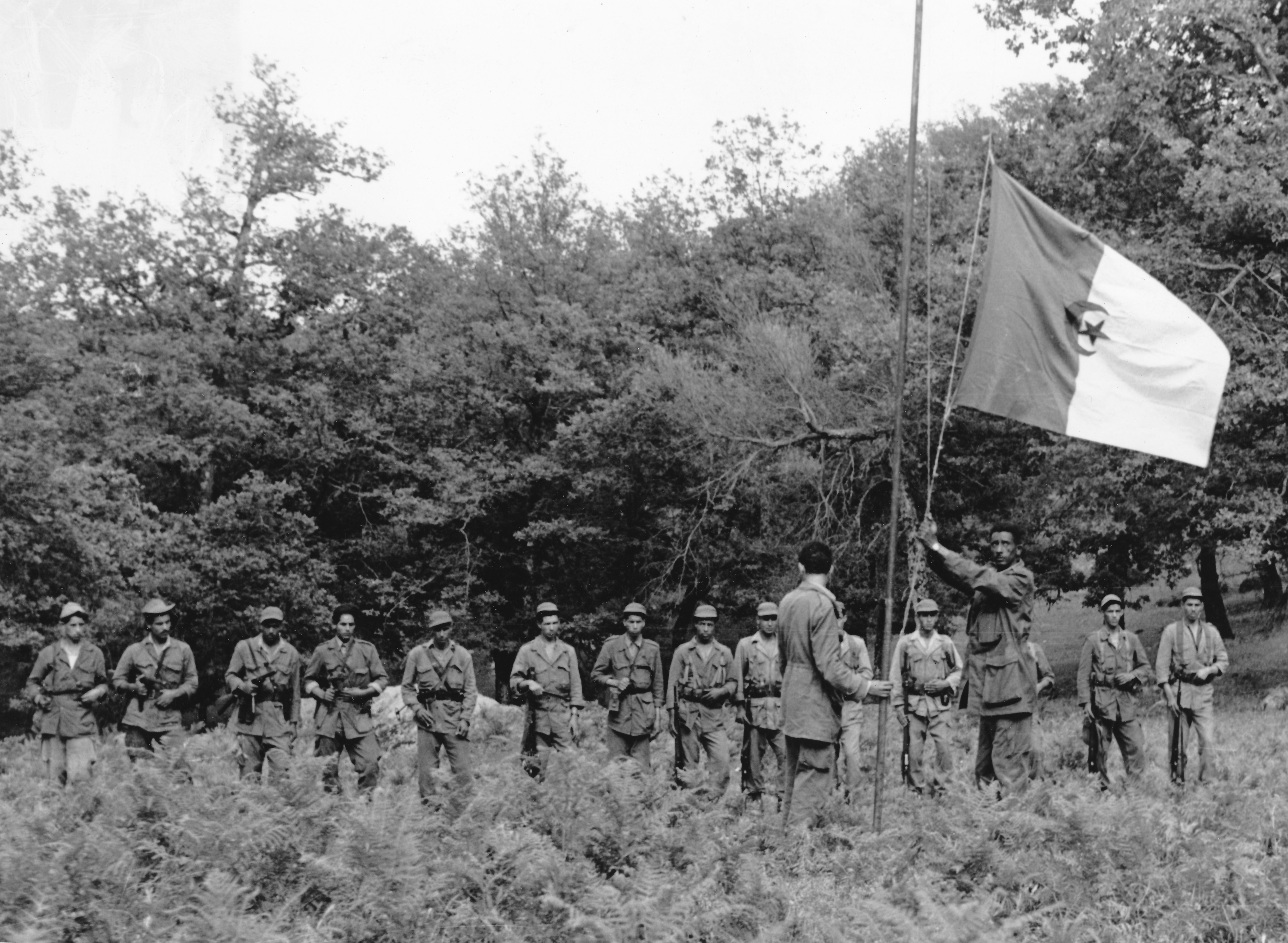
Národní osvobozenecká armáda v roce 1958

Kořeny FLN jde vysledovat do období rozpuku alžírského nacionalismu a boje za nezávislost na koloniální Francii, které nastalo po druhé světové válce. V roce 1946 vydal politik Ferhát Abbás Manifest alžírského lidu, který se snažil využít vítězství Francie v druhé světové válce k prosazení nezávislosti Alžírska. Nicméně neúspěšně. V roce 1946 navíc došlo ze strany francouzské vlády k zákazu Alžírské komunistické strany a Alžírské lidové strany. Následně politik Mesáli Hadž založil Hnutí za triumf demokratických svobod coby hlavní sílu alžírského nacionalismu.
Kvůli nerovnému volebnímu systému, kdy francouzští osadníci měli nepoměrně vyšší míru zastoupení, Hnutí za triumf demokratických svobod nezískalo větší politický vliv. V hnutí tehdy převládl více vojenský přístup, který prosazovala paramilitantní část hnutí zvaná Zvláštní organizace, jejímiž členy byli Ahmed Ben Bella nebo Mohamed Boudiaf. V roce 1951 byl Ahmed Ben Bella zatčen a ostatní členové Zvláštní organizace se rozhodli založit radikálnější Revoluční výbor jednoty a akce. Nicméně i Revoluční výbor selhal ve snaze přetvořit Hnutí za triumf demokratických svobod. V říjnu 1954 proto vznikla FLN a na začátku listopadu 1954 zahájila Alžírskou válku. Po zatčení několika prvních lídrů se válečných operací FLN chopil Abane Ramdane. Do roku 1956 se téměř všechny nacionální alžírské organizace připojily k FLN. Jedinou významnou opoziční organizací bylo Alžírské národní hnutí Mesáliho Hadže.
Ozbrojená část FLN se nazývala Národní osvobozenecká armáda, která se dělila do mnoha partyzánských buněk. Národní osvobozenecká armáda bojovala proti francouzské armádě i proti Alžírskému národnímu hnutí. Alžírská válka si vyžádala přes 300 tisíc obětí. FLN je přičítáno zabití 16 tisíc civilistů a zmizení 13 tisíc lidí. Po konci války FLN nechala zmasakrovat tisíce Harkiů, alžírských muslimů, kteří bojovali na straně francouzské armády. Harkiům bylo ze strany Francie slíbeno, že za účast v bojích budou převezeni do Francie, což ovšem po válce Francie nedodržela.

### Nezávislé Alžírsko
V březnu 1962 došlo k podepsání Évianských dohod, které byly následně potvrzeny v alžírském referendu. Lidé si v něm odsouhlasili také pokračování obchodní a diplomatické spolupráce mezi Alžírskem a Francií. Alžírsko získalo plnou nezávislost. FLN se okamžitě chopila moci a zakázala působení Alžírského národního hnutí a obnovení komunistické strany. Byl nastolen systém vlády jedné strany.
Krátce po vyhlášení nezávislosti došlo ve FLN k vnitrostranickému převratu. Ahmed Ben Bella se svou armádou svrhl exilovou vládu a byl jmenován prezidentem. Následně se vyostřovaly spory mezi Ben Bellou a Houarim Boumédiènem, který za války velel Národní osvobozenecké armádě a po válce byl jmenován ministrem obrany. V roce 1965 plukovník Boumédiène provedl státní převrat a zavedl vládu vojenské junty. Ačkoliv formálně stále vládla FLN, ve skutečnosti byl vliv centralizován do vlády Boumédièneho prostřednictvím dekretů. Vládu si udržel až do své smrti v roce 1978. Prezidentem byl po jeho smrti jmenován ministr obrany, plukovník Šadlí Bendžedíd. Armáda si i nadále držela ve FLN značný vliv.
Po nepokojích z roku 1988 byla přijata ústava zavádějící multistranický systém. Ten se poprvé otestoval v komunálních volbách z roku 1990, ve kterém FLN drtivě prohrála. Vítězem byla islamistická Islámská fronta spásy. V roce 1991 následovaly parlamentní volby, ve kterých zvítězila Islámská fronta spásy. FLN skončila až na třetím místě. Krátce po volbách ze strachu před vládou islamistů provedla armáda další státní převrat, zrušila volby a donutila rezignovat prezidenta Šadlího Bendžedída. Poté vypukla alžírská občanská válka. V jejím průběhu FLN odešlo do opozice vůči vládě armády. Nicméně kolem roku 1996 se opět přiklonilo ke spolupráci s armádou a v roce 1997 se konaly nové parlamentní volby. V nich FLN skončila opět třetí se ziskem 14 % hlasů. V dalších volbách, v roce 2002, ovšem FLN dominovala a zajistila si většinu mandátů. V dalších volbách v roce 2007 FLN ztratila většinu, ale udržela si post premiéra. I v dalších volbách strana ztrácela podporu, ale díky kandidování v koalici s dalšími stranami se udržela u moci. V roce 2021 na protest přišlo k volbám méně než 23 % voličů. V letech 1999 až 2019 byl kandidát FLN Abdelazíz Buteflika prezidentem Alžírska (s výjimkou voleb 2004, kdy FLN podpořila jiného kandidáta).

## Ideologie
Ideologie FLN se projevovala zejména alžírským nacionalismem v kontextu arabského nacionalismu a panarabské solidarity. Hnutí svým vymezením stálo na třech pilířích: 1) nacionalismus (vůči koloniální Francii), 2) socialismus (vykládán volně coby boj proti koloniálnímu vykořisťování) a 3) islám (chápaný jako jádro identity Alžířanů vymezující se vůči francouzským Alžířanům a Černým nohám).
Jak napovídá název, hnutí se chápalo coby široká „fronta“ segmentů populace a ideologií. Pojítkem mezi skupinami obyvatel byl boj za nezávislost Alžírska. Strana takto chtěla vytvořit pojetí jediné alžírské identity, což po dosažení nezávislosti vedlo ke konfliktu s Berbery, kteří tvoří zhruba 20 % populace Alžírska, a kteří mají vlastní identitu. Berbeři poté založili Frontu socialistických sil, která v letech 1963 až 1964 vedla neúspěšné povstání proti alžírské vládě. Hnutí bylo v roce 1990 legalizováno a dnes jde o politickou stranu.
Další základním směrem FLN byl důraz na antikolonialismus. Podstatný byl také islamismus, i když v umírněné podobě, která zůstávala ve stínu arabského nacionalismu. Takto se dařilo islamismus kontrolovat do roku 1979, kdy v Íránu proběhla islámská revoluce, která zmobilizovala radikální islamisty i v dalších zemích, včetně Alžírska. Fundamentální islamisté se zformovali do hnutí Islámská fronta spásy, jejíž volební úspěch na konci osmdesátých let vedl k alžírské občanské válce. 
Organizace se zpočátku zavázala k socialismu, ale chápala ho v kontextu arabského socialismu a postavila se proti ortodoxnímu marxismu. Existence různých tříd v alžírské společnosti byla obecně odmítána, i když několik vrcholných ideologů strany bylo v různé míře ovlivněno marxistickou analýzou. Převzatá marxistická terminologie byla běžně reinterpretována stranickými radikály z hlediska konfliktu s Francií, kupř. staví kolonizátora do role ekonomického vykořisťovatele-utlačovatele i národního nepřítele, zatímco nálepka „buržoazie“ byla aplikována na nespolupracující či profrancouzské elity. FLN absorbovala některé komunistické aktivisty do svých řad během války za nezávislost z pragmatických důvodů, ale po válce jim odmítla dovolit organizovat se odděleně od FLN. FLN pak rychle přistoupila k rozpuštění promoskevské Alžírské komunistické strany.
FLN měla konflikt s židovskou komunitou v Alžírsku. Během francouzské koloniální nadvlády (od roku 1870) měli Židé v Alžírsku francouzské občanství, což bylo muslimům odepřeno. Tato nerovnost vytvářela pnutí. Během Alžírské války si Židé museli vybrat, ke které straně konfliktu se přidají, přičemž většina se připojila k francouzskému pohledu, že by Alžírsko mělo zůstat francouzskou kolonií. Na začátku války přitom FLN nabídla Židům, že pokud se přidají k boji za nezávislost, bude jim v případě vítězství uděleno alžírské občanství. Vzhledem k tomu, že si Židé zvolili Francii, bylo po vyhlášení nezávislosti uděleno alžírské občanství jen muslimům. Naprostá většina ze 140 tisíc alžírských Židů poté emigrovala do Francie, vůči které držela občanství. Necelých 10 tisíc Židů emigrovalo do Izraele a zbytek zůstal v Alžírsku.

## Volební výsledky

### Volby do Národního shromáždění
| Volby | Lídr                  | Počet hlasů | Hlasy % | Mandátů | Změna | Vláda? |
| ----- | --------------------- | ----------- | ------- | ------- | ----- | ------ |
| 1962  | Ahmed Ben Bella       | 5 267 324   | 99,7    | 196/196 | ▲ 196 | Ano    |
| 1964  | Ahmed Ben Bella       | 4 493 416   | 87      | 196/196 | ▬     | Ano    |
| 1977  | Houari Boumediene     | 6 037 537   | 75,84   | 261/261 | ▲ 65  | Ano    |
| 1982  | Šadlí Bendžedíd       | 6 054 740   | 100     | 282/282 | ▲ 21  | Ano    |
| 1987  | Šadlí Bendžedíd       | 9 910 631   | 100     | 295/295 | ▲ 13  | Ano    |
| 1997  | Boualem Benhamouda    | 1 497 285   | 14,3    | 62/380  | ▼ 233 | Ano    |
| 2002  | Abdelazíz Buteflika   | 2 618 003   | 34,3    | 199/389 | ▲ 137 | Ano    |
| 2007  | Abdelazíz Buteflika   | 1 315 686   | 22,98   | 136/386 | ▼ 63  | Ano    |
| 2012  | Abdelmalek Sellal     | 1 324 363   | 17,35   | 208/462 | ▲ 72  | Ano    |
| 2017  | Djamel Ould Abbes     | 1 681 321   | 25,99   | 164/462 | ▼ 44  | Ano    |
| 2021  | Abou El-Fadhel Baadji | 287 828     | 22,61   | 98/407  | ▼ 66  | Ano    |